# Ophiactis brachyura
Ophiactis brachyura är en ormstjärneart som beskrevs av Döderlein 1898. Ophiactis brachyura ingår i släktet Ophiactis och familjen bandormstjärnor. Inga underarter finns listade i Catalogue of Life.